# تونیه ساگستون
تونیه ساگستون (انگلیسی: Tonje Sagstuen؛ زادهٔ ۱۷ نوامبر ۱۹۷۱) روزنامه‌نگار، و بازیکن هندبال اهل نروژ است.